# Северинсен, Ханне
Ханне Северинсен (дат. Hanne Severinsen; род. 12 июня 1944, Копенгаген) — датский общественный деятель, преподаватель, магистр истории и политологии. Президент международной общественной организации «Европейская медиа-платформа», бывшая содокладчица Мониторингового комитета Парламентской ассамблеи Совета Европы по Украине (1995—2007), член наблюдательного совета Украинской школы политических исследований, Совета Института мировой политики в Украине, заместитель председателя совета Датской технического совета, член совета Датского Института по правам человека. Советник Юлии Тимошенко во время её пребывания на посту премьер-министра Украины.

## Биография
Ханне Северинсен родилась 12 июня 1944 года в Копенгагене в семье адвоката Эрика Северинсен и Элсе Северинсен. Окончила частную школу Йоганнессколен в городе Фредериксберг и Копенгагенский университет. Ещё во время учебы была активисткой молодёжной организации Либеральные студенты Дании, возглавляла её Копенгагенское отделение в 1966—1967 годах. В 1974 году была избрана в совет коммуны Копенгагена.
Работала преподавателем истории на студенческих курсах «Gentofte» в 1971—1987 годах, в школе «VUC Ringkøbing-Skjern» муниципалитета Рингкёбинг-Скьерн в 1988—1991 годах и Скернской технической школе 1991—1992 годах.
В 1991—2007 годах была депутатом датского Фолькетинга от партии «Венстре».
Ханне Северинсен работала в Хельсинкском комитете по правам человека. С 1991 по 2008 год была членом Парламентской ассамблеи Совета Европы, содокладчиком Мониторингового комитета Парламентской ассамблеи Совета Европы.
С 29 июня по 12 октября 2007 года Ханне Северинсен была председателем Специального комитета Совета Европы по наблюдению за внеочередными парламентскими выборами в Украине. Была наблюдателем на выборах во многих странах: Украина, Россия, Азербайджан, Турция. В 2008—2009 годах на добровольных началах была советником правительства Юлии Тимошенко.

## Награды
- Кавалер 1 класса ордена Данеброг (2002 год).
- Орден «За заслуги» II степени (11 января 2008 года, Украина) — за  весомый личный вклад в развитие конструктивного сотрудничества между Украиной и Советом Европы, плодотворную общественную деятельность[5].